# ФК Кишварда
ФК Кишварда (на унгарски: Kisvárda, (унгарско произношение ˈvaːrdɒ) е унгарски футболен клуб от град Кишварда, област Саболч-Сатмар-Берег.

## История
Футболен отбор в град Кишварда под същото име е съществувал от 1911 година.
Съвременната история на клуба започва от 20 юни 2013 година.
Домакинските си мачове играе на стадион „Варкерт“ в Кишварда, с капацитет 2750 зрители.
През сезон 2017/18 завършва на второ място в Първа лига и получава правото да играе за първи път в историята си във Висшата лига на Унгария. В първия си сезон 2018/19 заема 9-о място.

## Успехи
- Първа унгарска футболна лига:
  - Вицешампион (1): 2021/22
- Купа на Унгария по футбол:
  - 1/4 финал (1): 2014/15
- Трета лига:
  -  Победител (1): 2014/15 (зона Изток)

## Български футболисти
- Янис Карабельов: 2021/23 - (77 мача - 4 гола)
- Тонислав Йорданов: 2025/26... - (0 мача - 0 гола)